# Saint-Jeures
Saint-Jeures is een gemeente in het Franse departement Haute-Loire (regio Auvergne-Rhône-Alpes). De plaats maakt deel uit van het arrondissement Yssingeaux. Saint-Jeures telde op 1 januari 2022 993 inwoners.

## Geografie
De oppervlakte van Saint-Jeures bedroeg op 1 januari 2022 34,14 vierkante kilometer; de bevolkingsdichtheid was toen 29,1 inwoners per km².

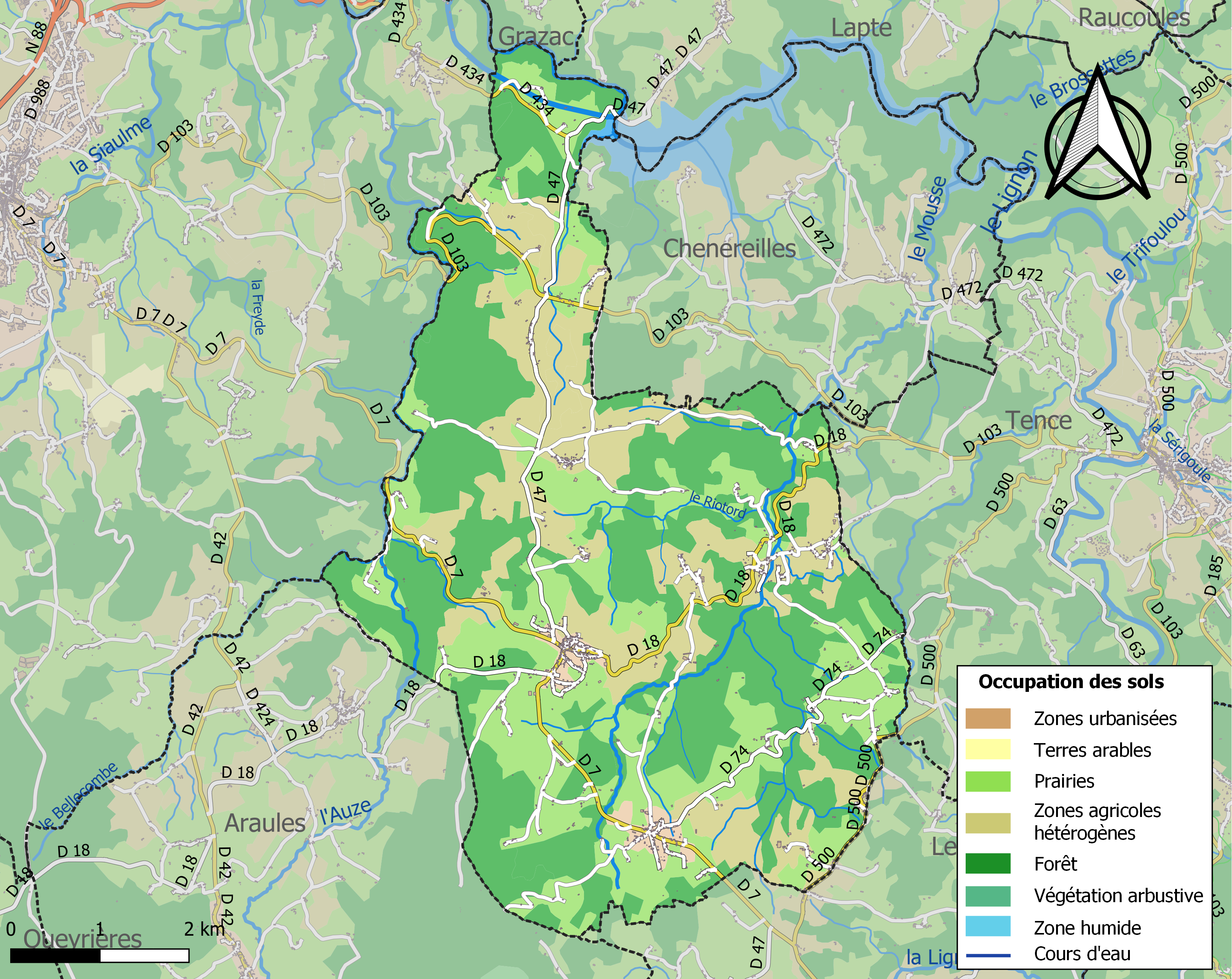
Kaart van de gemeente met de belangrijkste infrastructuur, bodemgebruik en omliggende gemeenten

## Demografie
Onderstaande figuur toont het verloop van het inwonertal (bron: INSEE-tellingen).

## Geboren in Saint-Jeures
- Mathieu Jouve Jourdan (1746-1794), Frans revolutionair